# Bikács
Bikács (németül: Wiekatsch) község Tolna vármegye Paksi járásában.

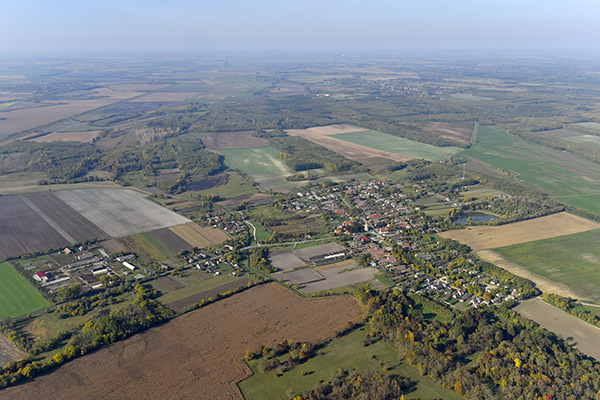
Bikács látképe madártávlatból

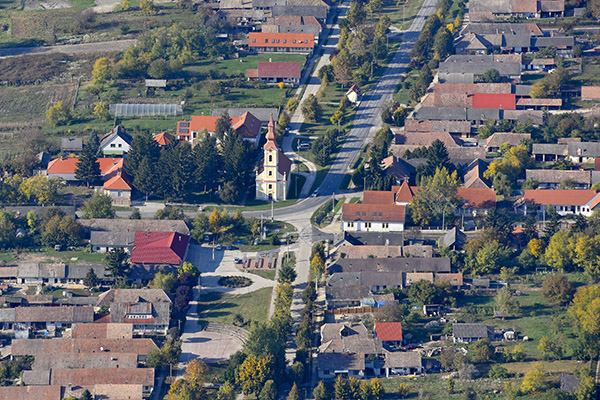
A bikácsi evangélikus templom a levegőből

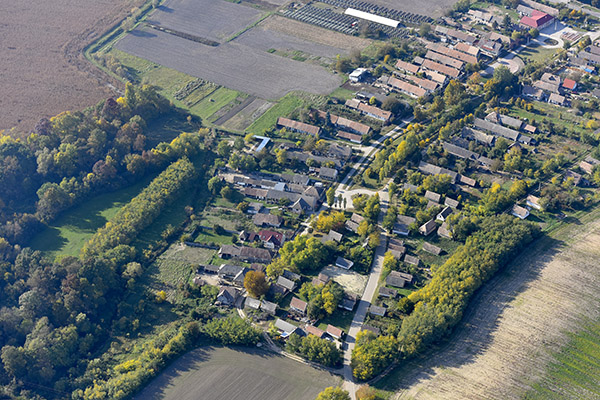
Bikács, légi felvétel

## Fekvése
A vármegye északi szélén fekszik, a járásszékhely Pakstól 15 kilométerre nyugat-északnyugatra, Simontornyától pedig 12 kilométerre délkeletre. Különálló településrésze Kistápé, a központjától másfél-két kilométerre keletre.
A közvetlenül határos települések: észak felől Vajta, északkelet felől Németkér, kelet felől Paks, délkelet felől Györköny, dél felől Nagydorog, délnyugat felől Sárszentlőrinc, északnyugat felől pedig Pálfa. Észak-északkeleti irányban egy rövid szakaszon Cecével is határos, amely település egyébként távolabb fekszik tőle észak felé.

### Megközelítése
Egyetlen közúti megközelítési útvonala a Szekszárdot Székesfehérvárral összekötő 63-as főút, ahol Vajta és Nagydorog között fekszik, mindkettőtől nagyjából azonos távolságra; Kistápé településrésze a központ felől egy önkormányzati úton érhető el. A többi települési szomszédjával nincs kiépített közúti kapcsolata.
Vasúton 1989-ig elérhető volt a MÁV 46-os számú Rétszilas–Bátaszék-vasútvonalán is, ám a vonal Bikács megállóhelyének a falutól való aránylag nagy (mintegy 2,5 kilométeres) távolsága, néptelen külterületek közt való elhelyezkedése miatt akkor megszűnt a forgalom.

## Történelem
Történelmi feljegyzések szerint a Tolna vármegye északi határán fekvő község és környéke, vagyis a Sió és a Sárvíz völgye, a mai Mezőföld vidéke már jóval a honfoglalás előtti évszázadokban lakott volt.
Az őskori népek által otthagyott és megmaradt tárgyak, leletek után kutatva Wosinsky Mór, Tolna megye nagy hírű archeológusa az 1890-es években az akkor még meglevő külső majornál, a mára már megszűnt vasútállomás és a Sárvíz-csatorna közötti Marhaállás dűlő két dombján ásatásokat folytatott, ahol a kisebbik dombon többek között ujjnyi vastag szemcsés anyagú edénytöredéket, egy őrlőkövet és egy jáspis (féldrágakő) pengét talált. Később római kori, szürke edénytöredékeket, vastagabroncsos, vagy lelapított és karcolatokkal díszített edényperemeket és római mázas edénytöredéket is találtak.
A jelzett hely nagyobbik dombján folyt ásatások alkalmával emberi csontváz mellett egy korongon készült nagyon jellemző kelta edényt és vaskarikát talált. A régész szerint nagyon valószínű, hogy egy nagy kiterjedésű kelta sírmező van a helyen.
Bikácsról a Magyar Nemzeti Múzeumba került egy bronzból készült korongos csákány is, melyet a Vajta felőli akkori Felső legelőn találtak. Ezen kívül egy rézvéső, egy bronzkarperec töredéke, egy bronzból készült csüngődísz is előkerült. Továbbá Bikácsról egy honfoglalás, illetve egy népvándorlás-kori vaskengyel is került a Nemzeti Múzeumba.
Az Újrét dűlő külső végén, mely az előbb említett marhaállási dombok nyúlványa, még az 1930-as években – vagy talán még ma is – különböző régi pénzérméket lehetett találni, melyek ugyancsak a Gordianus-féle római pénzhez tartoztak.
A falutól északnyugatra elterülő községi rét szélén emelkedő homokdomb oldalán – ahonnan régebben az építkezésekhez szükséges homokot szokták kitermelni – sok, állítólag a szabadságharcból származó emberi csontvázat, koponyát stb. vettek észre.
A földből előkerült és felsorolt tárgyak, leletek bizonyítják, hogy Bikács és környéke már az őskorban is lakott terület volt.
Az írott források azt mutatják, hogy a községet 1147-ben már hivatalosan feljegyezték.
Bikács a törökök kiverése után 1720 és 1736 között lett újjátelepítve.
A német származású telepesek a Hanságról, Moson megye, vagyis a Fertő tó környékéről jöttek. Őket Nagy Károly német-római császár telepítette be a 800-as években. A bikácsiak nem sváb származásúak, hanem egy bajor-frank törzs utódai. Ők tehát nem közvetlenül a német birodalomból érkeztek ide.
Az 1950-es évek elején még 1200 lakosa volt Bikács településnek. Az 1970-es évektől azonban folyamatos lakosságszám-csökkenés figyelhető meg. Ma az 500 főt sem éri el a lakosok száma, ebből mintegy százan nyugdíjas korúak, de helyben nincsenek munkahelyek sem.
Három sikeres európai uniós pályázatnak köszönhetően 2005-ben nagyot fejlődött a falu: a térségben egyedülálló módon négy jelentős fejlesztés is megvalósult: megtörtént a Kistápé településrészre vezető út felújítása, a kiszáradt tó rehabilitálása, tóparti sétány kialakításával, a faluközpont és a főutca parkosítása, járda, sétány, kerékpárút és szabadtéri színpad építésével, valamint épült egy játszótér is. E fejlesztések révén a falu arculata megújult, a tó, a park és a felújított útszakaszok révén vonzóbbá vált a település a turizmus számára is.

## Közélete

### Polgármesterei
- 1990–1994: Ifj. Varga János (független)[3]
- 1994–1998: Varga János (független)[4]
- 1998–2002: Varga János (független)[5]
- 2002–2006: Varga János (független)[6]
- 2007–2010: Nyerges Ferenc (Fidesz-KDNP)[7]
- 2010–2014: Varga János (független)[8]
- 2014–2019: Varga János (független)[9]
- 2019–2024: Varga János (független)[10]
- 2024– : Nyerges Ferenc (független)[1]

A településen a 2006. október 1-jén megtartott önkormányzati választás után, a polgármester-választás tekintetében nem lehetett eredményt hirdetni, mert szavazategyenlőség alakult ki az első helyen. Aznap a község 375 szavazásra jogosult lakója közül 296 választó járult az urnákhoz, ketten érvénytelen szavazatot adtak le, az érvényesen leadott szavazatok közül pedig 120-120 érkezett az előző polgármesterre, Varga Jánosra és két kihívójának egyikére, a Fidesz-KDNP-s színekben induló Nyerges Ferencre.
Az eredménytelenség miatt szükségessé vált időközi választást 2006. december 16-án tartották meg, majdnem teljesen azonos (minimálisan magasabb arányú) választói részvétel mellett, ez pedig az ezúttal már függetlenként induló Nyerges Ferencnek kedvezett jobban. Ezt azonban még nem lehetett végeredményként elkönyvelni, mert a Tolna Megyei Bíróság elrendelte a választás megismétlését, még tisztázást igénylő okból. Erre 2007. január 14-én került sor, s az új választás ismét (az ezúttal megint pártszínekben induló) Nyerges Ferenc győzelmét hozta el.

## Népesség
A település népességének változása:
| Lakosok száma | 466  | 454  | 449  | 396  | 379  | 381  | 396  |
|               | 2013 | 2014 | 2015 | 2021 | 2022 | 2023 | 2024 |

A 2011-es népszámlálás során a lakosok 86,7%-a magyarnak, 0,2% bolgárnak, 11,6% cigánynak, 4% németnek, 0,2% szlováknak mondta magát (13% nem nyilatkozott; a kettős identitások miatt a végösszeg nagyobb lehet 100%-nál). A vallási megoszlás a következő volt: római katolikus 44,7%, református 8,6%, evangélikus 11,2%, felekezeten kívüli 10,7% (23% nem nyilatkozott).
2022-ben a lakosság 87,3%-a vallotta magát magyarnak, 9,8% cigánynak, 2,6% németnek, 0,3% románnak, 1,8% egyéb, nem hazai nemzetiségűnek (12,4% nem nyilatkozott; a kettős identitások miatt a végösszeg nagyobb lehet 100%-nál). Vallásuk szerint 21,6% volt római katolikus, 9% evangélikus, 3,7% református, 0,3% görög katolikus, 1,3% egyéb keresztény, 3,2% egyéb katolikus, 13,5% felekezeten kívüli (47,5% nem válaszolt).

## Nevezetességek

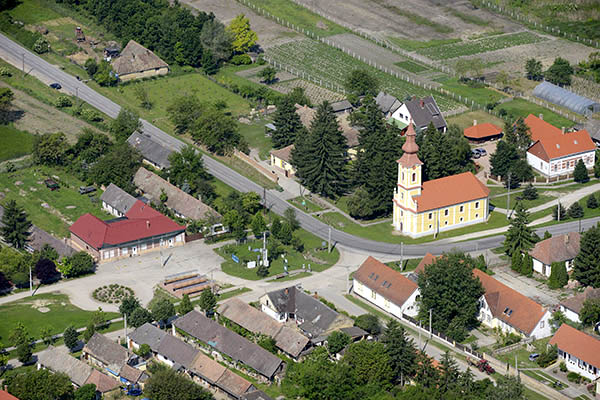
Evangélikus templom

A falu büszkesége a barokk stílusú műemlék, evangélikus temploma, amely a közelmúltban felújításon esett át. A jövőbeni tervek között szerepel tájház és sportcentrum kialakítása.

## Neves bikácsiak
- Itt született 1941-ben Galántai György képzőművész, az Artpool Művészetkutató Központ alapítója.
- Itt született (Kistápén) Böröczky Kornél (1929-1994) nemzetközi hírű vadgazdasági és vadászati szakértő.